# Aleksandr Kamszałow
Aleksandr Iwanowicz Kamszałow (ros. Александр Иванович Камшалов, ur. 9 stycznia 1932 w Pokrowie, zm. 4 września 2019 w Moskwie) – radziecki działacz partyjny i państwowy, przewodniczący Państwowego Komitetu ZSRR ds. Kinematografii (1986–1991).

## Życiorys
W 1954 ukończył studia na Wydziale Historycznym Moskiewskiego Uniwersytetu Państwowego im. Łomonosowa, później pracował w szkole średniej nr 16 w Oriechowie-Zujewie, od listopada 1954 do 1955 kierował Wydziałem Propagandy i Agitacji Komitetu Miejskiego Komsomołu w Oriechowie-Zujewie, 1955–1958 był nauczycielem historii w szkole średniej w tym mieście. W 1957 został członkiem KPZR, w 1958 był II sekretarzem, a 1958–1960 I sekretarzem Komitetu Miejskiego Komsomołu w Oriechowie-Zujewie. W 1960 był sekretarzem, od 1960 do października 1961 II sekretarzem, a od października 1961 do kwietnia 1962 I sekretarzem Moskiewskiego Komitetu Obwodowego Komsomołu, następnie od 20 kwietnia 1962 do 26 maja 1970 sekretarzem KC Komsomołu. Od maja 1970 do grudnia 1986 kierował Sektorem Kinematografii Wydziału Kultury KC KPZR, od 26 grudnia 1986 do 1 kwietnia 1991 pełnił funkcję przewodniczącego Państwowego Komitetu ZSRR ds. Kinematografii, następnie do 26 listopada 1991 przewodniczącego Komitetu Kinematografii przy Gabinecie Ministrów ZSRR, jednocześnie od 1989 do 2003 stał na czele Fundacji Rozwoju Kinematografii, a od 1993 do 2000 był doradcą prezydenta Komitetu Olimpijskiego Federacji Rosyjskiej. Pochowany na Cmentarzu Trojekurowskim w Moskwie.

## Odznaczenia
- Order Czerwonego Sztandaru Pracy
- Order Przyjaźni Narodów
- Order „Znak Honoru”